# عبيد الله بن زياد البكري
أبو مطر عبيد الله بن زياد بن ظبيان البكري (ت: 75 هـ - 694م) كان من قادة تغلب تحت لواء عبد الملك في حربه مع مصعب بن الزبير وكان مقربًا من الخليفة عبد الملك بن مروان، وهو الذي قتل مصعب وحمل رأسه إلى عبد الملك.

## سيرته
لما وقعت الحرب بين عبد الملك بن مروان ومصعب بن الزبير، دارت الدائرة على مصعب، ولم بقى معه إلا مجموعة قليلة، وقد جاءه عبيد الله بن ظبيان، فقال: أين الناس أيها الأمير؟ (موجهًا كلامه لمصعب)، فقال مصعب: غَدَرتُم يا أهل العراق. فرفع عبيد الله السيف ليضرب مصعب، فبدره مصعب فضربه بالسيف على البيضة «خوذة تُلبس بالرأس»، فنشب السيف في البيضة، فجاء غلام لعبيد الله بن ظبيان فضرب مصعبا بالسيف فقتله، ثم جاء عبيد الله برأس مصعب إلى عبد الملك بن مروان وهو يقول:
فلما نظر عبد الملك إلى رأس مصعب خرَّ ساجدا، فقال عبد الله بن ظبيان؛ وكان من فُتّاك العرب: «ما ندمت على شيء قطّ ندمي على عبد الملك بن مروان إذ أتيته برأس مصعب فخرّ ساجدا أن لا أكون ضربت عنقه، فأكون قد قتلت ملكي العرب في يوم واحد». وقال في ذلك عبيد الله بن زياد بن ظبيان.
ثم خرج على الحجاج بن يوسف الثقفي مع ابن الجارود عبد الله بن بشر، فلما قُتل ابن الجارود انصرف إلى عمان ولجأ إلى ابن الجلندي الازدي، فخافه هذا فدس له السم في بطيخة فمات. ورد في كتاب أمالي ابن الشجري، أن مالك بن مسمع قال له: «أكثر الله في العشيرة مثلك، فقال: سألت ربك شططا».